# كارل بيدرسن
كارل بيدرسن (بالنرويجية البوكمول: Karl Pedersen)‏ هو مصارع هاوي نرويجي، ولد في 23 يناير 1902 في أوسلو في النرويج، وتوفي في 7 أكتوبر 1988.

## وصلات خارجية
- كارل بيدرسن على موقع أوليمبيديا (الإنجليزية)